# Andreas Gercken den ældre
 Der er flere personer med dette navn, se Andreas Gercken den yngre.
Andreas Gercken den ældre (født i Bremen – begravet 10. maj 1717 ved Reformert Kirke) var en dansk stenhugger, far til Andreas Gercken den yngre og farbror til Didrick Gercken.
Gercken har muligvis arbejdet sammen med Thomas Quellinus på alteret i Mariakirken i Lübeck. Han kan med sikkerhed påvises i København år 1700, da han modtog betaling for en kamin. Han fik bestalling som kongens stenhugger 11. juni 1703. Gercken stod især for reparationer og fornyelser på de kongelige slotte. Det eneste selvstændige arbejde, der kendes fra hans hånd, er det beckerske gravmæle i Sankt Petri Kirkes kapel. 
Gercken blev gift 24. maj 1703 med Hedevig Sophie von Prangen (30. april 1736 i Bremen – ?), datter af Johan Christoph von Prangen og NN. 

## Værker
- Portalerne på det ældste Frederiksberg Slot (1701, sammen med Andreas Niemeyer)
- Forskellige arbejder ved den nye løngang på Københavns Slot (fra 1701, sammen med Abraham Breusegem, Emanuel Cuekelaere, Niemeyer)
- Det udvendige stenhuggerarbejde på Operahuset (vinteren 1701-02, sammen med Niemeyer)
- Staldmestergårdens vinduesindfatninger (ca. 1705)
- Portræt af Frederik IV til Landstingshuset i Odense (nu Fyns Kunstmuseum)
- Gravmæle for hofapoteker Johann Gottfried Becker (1715, Sankt Petri Kirkes kapel)
- Christian V's og Charlotte Amalies sarkofager i Roskilde Domkirke (fra 1716, efter Johan Christopher Sturmbergs modeller, fuldført af Didrick Gercken)

Har desuden udført en række reparations- og vedligeholdelsesarbejder på de kongelige slotte f.eks.:
- 3 postamenter til brystbilleder af bly til Rosenborg Slot (1709)
- Plinter til 4 "blyerne Kinder", Frederiksberg Slot
- Reparation af frontispicen over Rosenborgs gadeportal (1716)

Tilskrivninger:
- Troen og Håbet på Thomas Quellinus' alter i Lübeck (1696)
- Retfærdigheden og Mådeholdet på Jørgen Skeels gravmæle i Auning Kirke (1699-1700)